# Drequan Harris
Drequan Harris (Mauldin, ...) è un giocatore di football americano statunitense, che gioca come quarterback per i Prague Black Panthers.
Dopo aver giocato per la squadra universitaria dei Newberry Wolves, passa ai cechi Prague Black Panthers.

## Palmarès
- 1 Austrian Bowl (Prague Black Panthers: 2024)